# François Dautheville
François Dautheville est un homme politique français né le 8 mai 1792 à Chalencon (Ardèche) et mort le 9 mai 1875 à Chalencon.

## Biographie
Entré à l'école Polytechnique en 1811, puis à l'école d'application de Metz, il est officier du génie. En 1848, il est colonel quand il est élu député de l'Ardèche. Il siège à droite et se rallie au coup d’État du 2 décembre 1851. Il est nommé général de brigade en 1852. Conseiller général du canton de Saint-Pierreville, il est de nouveau député de l'Ardèche de 1854 à 1870, siégeant dans la majorité soutenant le Second Empire.
Protestant calviniste, il est élu président du Conseil central des Églises réformées.

## Décoration
- Commandeur de la Légion d'honneur, par décret impérial en date du 26 août 1850[2].

## Généalogie
- Il est le fils de Jean-Henri Dautheville (1740-1801) et de Marie-Anne Dejour ;
- Il épouse Marie-Sophie Jauge (1823-1890), dont :
  - Henri Dautheville Chalançon (1850-1914), directeur de la banque de France à Montpellier x Louise Moureton (1853-1880); x Caroline Burgy (1857-1892)
  - François Dautheville Chalançon (1852-1923), colonel x 1880 Caroline de Terson de Paleville (1859-1882) ; x 1895 Louise Brown de Colstoun (1869-1936)
  - Jean (1856-1916), lt-colonel du génie, mort pour la France ; x Madeleine Castel (1856-1911)
  - Élisa (°1862) x Charles Loisy (+1914)